# Romy Monteiro
Romy Monteiro (Utrecht, 13 november 1992), is een Nederlandse zangeres, musicalactrice en presentatrice. Nadat zij in 2014 deelnam aan de talentenjacht The voice of Holland brak ze in 2015 door met de hoofdrol in de Nederlandse musical The Bodyguard.

## Persoonlijke achtergrond
Romy Monteiro is de dochter van musicalactrice Antje Monteiro. Ze is alleen door haar moeder opgevoed, omdat haar Portugees/Angolese vader al vroeg het gezin verliet. Romy Monteiro studeerde Marketing-Communicatie in Amsterdam.

## Carrière
In 2014 deed Monteiro mee aan de talentenjacht The Voice of Holland. Met Trijntje Oosterhuis als coach bereikte ze de kwartfinale. In april 2015 was Monteiro te zien in het RTL 5-programma Shopping Queens VIPS, ze eindigde op de vierde plek. In september 2015 maakte Monteiro haar musicaldebuut in The Bodyguard, waarin zij de hoofdrol van Rachel Marron speelde. Op 16 oktober 2015 maakte zij een ongelukkige val op het podium waardoor ze haar spaakbeen brak. Hierdoor was zij wekenlang uitgeschakeld.
Op 6 januari 2016 won Monteiro de Musical Award voor Aanstormend Talent voor haar rol in de musical The Bodyguard. In 2016 deed ze samen met haar moeder mee aan het programma Dance Dance Dance. Ze werden in de 4e aflevering geëlimineerd. Op 10 februari 2017 bracht Romy Monteiro haar eigen cd uit, genaamd A Tribute To Whitney, met verschillende hits van Whitney Houston. Dit album kwam op nummer 1 terecht in de Album Top 100.
Vanaf januari 2017 presenteert Monteiro het televisieprogramma Mijn vader is de beste voor AVROTROS. In het najaar van 2017 presenteerde Monteiro het Junior Songfestival.
In 2018 was Monteiro als professional te zien in het zangprogramma It Takes 2. In 2019 presenteerde ze samen met Johnny de Mol het programma DanceSing op SBS6. In 2020 presenteert Monteiro samen met Kees Tol het televisieprogramma De Hit Kwis voor de AVROTROS op NPO 1, zong ze als Deniece Williams in Oh, wat een jaar! en was ze gastpanellid in I Can See Your Voice. Monteiro is sinds 10 maart 2021 te zien als Indra Kalkhoven in de RTL 4-soap Goede tijden, slechte tijden.
Tijdens het Eurovisiesongfestival 2021 deelde ze de punten van de Nederlandse vakjury uit. Ze verving hiermee Duncan Laurence die dit oorspronkelijk zou doen, maar tijdens het songfestival positief werd getest op COVID-19.
In 2022 was Monteiro te zien als panellid in het televisieprogramma Secret Duets. In 2025 was ze te zien als gastartiest in het televisieprogramma Het Holland Huis.

## Discografie

### Albums
| Album met eventuele hitnotering(en) in de Nederlandse Album Top 100 | Datum van verschijnen | Datum van binnenkomst | Hoogste positie | Aantal weken | Opmerkingen |
| ------------------------------------------------------------------- | --------------------- | --------------------- | --------------- | ------------ | ----------- |
| Tribute to Whitney                                                  | 2017                  | 18-02-2017            | 1(1wk)          | 8            |             |